# Gianfrancesco Ginetti
Gianfrancesco Ginetti (né le 12 décembre 1626 à Rome, alors capitale des États pontificaux, et mort le 18 septembre 1691 à Rome) est un cardinal italien du XVIIe siècle. Il est un neveu du cardinal Marzio Ginetti (1626).

## Biographie
Gianfrancesco Ginetti est référendaire au tribunal suprême de la Signature apostolique et trésorier général de la chambre apostolique.
Le pape Innocent XI le crée cardinal lors du consistoire du 1er septembre 1681. En 1684 il est élu archevêque de Fermo.
Ginetti participe au conclave de 1689, lors duquel Alexandre VIII est élu pape et à celui de 1691 (élection d'Innocent XII).

### Sources
- Fiche du cardinal sur le site fiu.edu